# Pomasia obliterata
Pomasia obliterata là một loài bướm đêm trong họ Geometridae.